# Handball Bundesliga Austria 2017/18

## Handball Bundesliga Austria
In der zweithöchsten Spielklasse, der HBA, sind zehn Teams vertreten. Die Meisterschaft wird in mehrere Phasen gegliedert. In der Hauptrunde spielen alle Teams eine einfache Hin- und Rückrunde gegen jeden Gegner. Danach wird die Liga in zwei Gruppen geteilt.
Die ersten fünf Teams spielen in einer weiteren Hin- und Rückrunde um den Einzug ins HBA-Halbfinale. Die letzten fünf Teams spielen gegen den Abstieg, wobei die letzten zwei Teams der Platzierungsrunde eine Best-of-three-Serie um den Klassenerhalt spielen. Die Platzierungsrunde wird auch in einer Hin- und Rückrunde ausgetragen.

### Grunddurchgang HBA
| Pl.                              | Verein                           | Sp. | S  | U | N  | Tore      | Diff. | Punkte |
| -------------------------------- | -------------------------------- | --- | -- | - | -- | --------- | ----- | ------ |
| 1.                               | Handball Sportunion Leoben       | 18  | 14 | 0 | 4  | 0516:4480 | +68   | 28     |
| 2.                               | Vöslauer HC                      | 18  | 10 | 1 | 7  | 0480:4580 | +22   | 21     |
| 3.                               | Handballclub Fivers Margareten 2 | 18  | 10 | 1 | 7  | 0519:5220 | −3    | 21     |
| 4.                               | UHC Hollabrunn                   | 18  | 10 | 0 | 8  | 0533:5400 | −7    | 20     |
| 5.                               | HC Kärnten                       | 18  | 8  | 2 | 8  | 0492:4850 | +7    | 18     |
| 6.                               | HSG Bärnbach/Köflach             | 18  | 9  | 0 | 9  | 0481:4630 | +18   | 18     |
| 7.                               | Union St. Pölten                 | 18  | 8  | 0 | 10 | 0476:4720 | +4    | 16     |
| 8.                               | Union Korneuburg                 | 18  | 7  | 1 | 10 | 0502:5150 | −13   | 15     |
| 9.                               | ATV Trofaiach                    | 18  | 6  | 0 | 12 | 0479:5290 | −50   | 12     |
| 10.                              | Handball Tirol 2                 | 18  | 5  | 1 | 12 | 0456:5020 | −46   | 11     |
| Quelle: ÖHB, Stand: 3. Juni 2025 |                                  |     |    |   |    |           |       |        |

## Playoffs
Die ersten fünf Teams des Grunddurchgangs spielen in einer weiteren Hin- und Rückrunde um die Teilnahme am HBA-Halbfinale. Die letzten fünf Teams spielen gegen den Abstieg, wobei die letzten zwei Teams der Platzierungsrunde eine Best-of-three-Serie um den Klassenerhalt spielen. Die Platzierungsrunde wird auch in einer Hin- und Rückrunde ausgespielt. Jede Mannschaft startet in die Playoff-Phase mit den halbierten Punkten des Grunddurchgangs, bei ungeraden Zahlen wird aufgerundet.

### Oberes Playoff
|    | Verein                           | R | S | U | N | Tore    | Diff. | Punkte |
| -- | -------------------------------- | - | - | - | - | ------- | ----- | ------ |
| 1. | Handball Sportunion Leoben       | 8 | 6 | 0 | 2 | 243:210 | +33   | 26:4   |
| 2. | UHC Hollabrunn                   | 8 | 5 | 1 | 2 | 225:214 | +11   | 21:5   |
| 3. | Vöslauer HC                      | 8 | 4 | 1 | 3 | 219:202 | +17   | 20:7   |
| 4. | HC Kärnten                       | 8 | 3 | 0 | 5 | 214:230 | −16   | 15:10  |
| 5. | Handballclub Fivers Margareten 2 | 8 | 1 | 0 | 7 | 209:254 | −45   | 13:14  |

### Unteres Playoff
|    | Verein               | R | S | U | N | Tore    | Diff. | Punkte |
| -- | -------------------- | - | - | - | - | ------- | ----- | ------ |
| 1. | HSG Bärnbach/Köflach | 8 | 6 | 0 | 2 | 225:207 | +18   | 21:4   |
| 2. | Union St. Pölten     | 8 | 5 | 1 | 2 | 229:222 | +7    | 19:5   |
| 3. | Union Korneuburg     | 8 | 4 | 0 | 4 | 207:205 | +2    | 16:8   |
| 4. | ATV Trofaiach        | 8 | 3 | 0 | 5 | 221:227 | −6    | 12:10  |
| 5. | Handball Tirol 2     | 8 | 1 | 1 | 6 | 210:231 | −21   | 9:13   |

| Legende | Legende         |
| ------- | --------------- |
|         | Halb Finale     |
|         | Abstiegs-Spiele |

## Finalserie

### Finalserie-Baum
|  | Halbfinale | Halbfinale                 | Halbfinale |  |  | Finale | Finale                     | Finale |
|  |            |                            |            |  |  |        |                            |        |
|  |            |                            |            |  |  |        |                            |        |
|  | OPL1       | Handball Sportunion Leoben | 2          |  |  |        |                            |        |
|  | OPL4       | HC Kärnten                 | 0          |  |  |        |                            |        |
|  |            |                            |            |  |  | OPL1   | Handball Sportunion Leoben | 2      |
|  |            |                            |            |  |  | OPL3   | Vöslauer HC                | 0      |
|  | OPL2       | UHC Hollabrunn             | 1          |  |  |        |                            |        |
|  | OPL3       | Vöslauer HC                | 2          |  |  |        |                            |        |
|  |            |                            |            |  |  |        |                            |        |

### HBA Halbfinale
Für das Halbfinale sind die ersten vier Mannschaften des oberen Playoffs qualifiziert. Wobei der Erste gegen den Vierten und der Zweitplatzierte gegen den Vierten spielt. Die K.O.-Phase wird in Best-of-Three Serien ausgetragen, die Sieger spielen im Finale um den Aufstieg in die Handball Liga Austria.
| Handball Sportunion Leoben (OPL1) – HC Kärnten (OPL4) | Handball Sportunion Leoben (OPL1) – HC Kärnten (OPL4) | Handball Sportunion Leoben (OPL1) – HC Kärnten (OPL4) | Handball Sportunion Leoben (OPL1) – HC Kärnten (OPL4) |
| ----------------------------------------------------- | ----------------------------------------------------- | ----------------------------------------------------- | ----------------------------------------------------- |
| 5. Mai                                                | Handball Sportunion Leoben 8 Jandl                    | 33 : 16 (12 : 5)                                      | HC Kärnten 6 Praznik, Tomsic                          |
| 10. Mai                                               | HC Kärnten 8 Hartman                                  | 26 : 29 (11 : 13)                                     | Handball Sportunion Leoben 11 Jandl                   |
| Endstand in der Serie: 2:0                            |                                                       |                                                       |                                                       |

| UHC Hollabrunn (OPL2) – Vöslauer HC (OPL3) | UHC Hollabrunn (OPL2) – Vöslauer HC (OPL3) | UHC Hollabrunn (OPL2) – Vöslauer HC (OPL3) | UHC Hollabrunn (OPL2) – Vöslauer HC (OPL3) |
| ------------------------------------------ | ------------------------------------------ | ------------------------------------------ | ------------------------------------------ |
| 5. Mai                                     | Vöslauer HC 7 Schuster                     | 25 : 29 (15 : 13)                          | UHC Hollabrunn 9 Graninger                 |
| 10. Mai                                    | UHC Hollabrunn 8 Markovic                  | 23 : 29 (12 : 14)                          | Vöslauer HC 10 Pesic                       |
| 13. Mai                                    | UHC Hollabrunn 7 Markovic                  | 25 : 29 (15 : 13)                          | Vöslauer HC 6 Pesic, Schartel              |
| Endstand in der Serie: 1:2                 |                                            |                                            |                                            |

### HBA Finale (Best of three)
| Handball Sportunion Leoben (OPL1) – Vöslauer HC (OPL3) | Handball Sportunion Leoben (OPL1) – Vöslauer HC (OPL3)                       | Handball Sportunion Leoben (OPL1) – Vöslauer HC (OPL3) | Handball Sportunion Leoben (OPL1) – Vöslauer HC (OPL3) |
| ------------------------------------------------------ | ---------------------------------------------------------------------------- | ------------------------------------------------------ | ------------------------------------------------------ |
| 18. Mai                                                | Handball Sportunion Leoben 4 Hallmann, Jandl, Kovacech, Djukic, Mittendorfer | 23: 20 (12 : 12)                                       | Vöslauer HC 6 Pesic                                    |
| 21. Mai                                                | Vöslauer HC 5 Strazdas                                                       | 23 : 27 (12 : 14)                                      | Handball Sportunion Leoben 8 Djukic                    |
| Endstand in der Serie: 2:0                             |                                                                              |                                                        |                                                        |